# Another Perfect Day
Another Perfect Day sedmi je studijski album britanskog heavy metal sastava Motörhead objavljen 3. lipnja 1983. godine.

## Popis pjesama
Tekstovi i glazba: Motörhead. 
| 1. | »Back at the Funny Farm« | 4:14 |
| 2. | »Shine«                  | 3:11 |
| 3. | »Dancing on Your Grave«  | 4:29 |
| 4. | »Rock It«                | 3:55 |
| 5. | »One Track Mind«         | 5:55 |

| Strana B | Strana B              | Strana B | Strana B | Strana B | Strana B | Strana B | Strana B | Strana B | Strana B |
| Br.      | Skladba               | Trajanje |          |          |          |          |          |          |          |
| -------- | --------------------- | -------- | -------- | -------- | -------- | -------- | -------- | -------- | -------- |
| 6.       | »Another Perfect Day« | 5:29     |          |          |          |          |          |          |          |
| 7.       | »Marching Off to War« | 4:11     |          |          |          |          |          |          |          |
| 8.       | »I Got Mine«          | 5:24     |          |          |          |          |          |          |          |
| 9.       | »Tales of Glory«      | 2:56     |          |          |          |          |          |          |          |
| 10.      | »Die You Bastard!«    | 4:25     |          |          |          |          |          |          |          |
| 44:09    |                       |          |          |          |          |          |          |          |          |

## Zasluge
Motörhead
- Lemmy - vokali, bas-gitara
- Brian Robertson - gitara
- Phil Taylor - bubnjevi

Ostalo osoblje
- Joe Petagno - omot albuma, logotip sastava
- Paul Howden - fotografije
- RME - mastering
- Tony Platt - produkcija